# Борок (Коростышевский район)
Борок (укр. Борок) — село на Украине, находится в Коростышевском районе Житомирской области.
Население по переписи 2001 года составляет 47 человек. Почтовый индекс — 12530. Телефонный код — 4130. Занимает площадь 0,417 км².

## Адрес местного совета
12536, Житомирская область, Коростышевский р-н, с.Вольнянка